# حوضه‌های آبریز ایران

حوضه آبریز محدوده‌ای است که رواناب ناشی از بارندگی در همهٔ نقاط آن در یک نقطهٔ مشخص جمع‌آوری می‌شود. مرز میان دو حوضه خط‌الرأس نامیده می‌شود که می‌تواند یک رشته‌کوه یا یک تپهٔ کوتاه باشد. بر پایهٔ مطالعات انجام شده، ایران به ۶ حوضه آبریز اصلی تقسیم شده‌است:
- حوضه آبریز دریای خزر
- حوضه آبریز خلیج فارس و دریای عمان
- حوضه آبریز دریاچه ارومیه
- حوضه آبریز فلات مرکزی
- حوضه آبریز مرزی شرق
- حوضه آبریز قره‌قوم

دو خط‌الرأس عمدهٔ ایران، رشته‌کوه‌های البرز و زاگرس هستند که حوضهٔ فلات مرکزی را از حوضه‌های دریای مازندران، خلیج فارس و دریای عمان و دریاچه ارومیه جدا می‌کنند. خط‌الرأس دیگر، کوه‌های کم‌ارتفاع شرقی است که جداکنندهٔ حوضه‌های مرزی شرق، قره‌قوم، فلات مرکزی و خلیج فارس و دریای عمان از یکدیگر است. حوضهٔ دریاچهٔ ارومیه نیز حوضهٔ بسته‌ای است که بین حوضه‌های دریای مازندران و خلیج فارس و دریای عمان قرار گرفته‌است.

## تاریخچه
تقسیم‌بندی حوضه‌های آبریز ایران، نخستین بار در سال ۱۳۳۵ در بنگاه مستقل آبیاری با همکاری سازمان جهانی خوار و بار و کشاورزی انجام شد. در سال‌های بعد، تقسیم‌بندی حوضه‌ها توسط سازمان‌های گوناگون با اهداف متفاوت صورت گرفت که دسترسی به آمار و اطلاعات منابع آب را دچار مشکل کرد. از این رو در سال ۱۳۷۰ «کمیته تقسیم‌بندی و کدگذاری حوضه‌های آبریز و محدوده‌های مطالعاتی» در سازمان تحقیقات منابع آب برای تهیهٔ سیستم واحد و یکسان برای تقسیم‌بندی تشکیل شد. در اردیبهشت ۱۳۷۷ کمیته‌ای برای دریافت نظرات کارشناسی و بازنگری در گزارش و نقشه‌ها تشکیل شد و پس از تعیین مساحت با نرم‌افزارهای رایانه‌ای، آخرین اصلاحات در سال ۱۳۸۱ به انجام رسید. نشریه ۲۸۲-الف در دی ۱۳۸۳ با عنوان «دستورالعمل و ضوابط تقسیم‌بندی و کدگذاری حوضه‌های آبریز و محدوده‌های مطالعاتی در سطح کشور» به چاپ رسید. در دی ۱۳۸۹ پروژه تدقیق مرز محدوده‌های مطالعاتی انجام شد و اصلاحات انجام شده در سال ۱۳۹۱ با عنوان نشریهٔ ۳۱۰ منتشر شد.

## تقسیم‌بندی حوضه‌ها
مساحت تحت پوشش حوضه‌های آبریز ایران
در تقسیم‌بندی کنونی ایران به ۶ حوضهٔ آبریز اصلی (درجه ۱) و ۳۰ حوضهٔ آبریز فرعی (درجه ۲) تقسیم می‌شود. حوضه‌های درجه ۲ نیز به حوضه‌های کوچک‌تر تقسیم می‌شوند. برای کدگذاری از سیستم ده‌دهی استفاده می‌شود و تعداد تقسیمات در هر مرحله حداکثر ۹ است. تقسیم حوضه‌های درجه ۱ به درجه ۲ به صورتی انجام شده‌است که هر حوضه شامل رودها و مسیل‌هایی باشد که به یک پایانه ختم می‌شوند (مانند دریاچه نمک) یا دارای ویژگی‌های مشترکی هستند (مانند رودخانه‌های بین سفیدرود و هراز). در این مرحله، دو حوضه اصلی قره‌قوم و دریاچه ارومیه که این شرایط را دارا بودند، به حوضه‌های درجه ۲ تقسیم نشدند. در حوضه‌های رودخانه‌های منتهی به یک یا چند پایانه، کدگذاری از شمال غربی آغاز می‌شود و به صورت پادساعتگرد ادامه می‌یابد. تا حد امکان مرزهای آبخوان در تقسیم‌بندی حوضه‌ها در نظر گرفته شده‌است. اولویت درجهٔ حوضه از چپ به راست است.
در تقسیم‌بندی حوضه‌های درجه ۲ به بعد، شرایط زیر مد نظر قرار داده‌شد:
- اگر حوضه شامل یک رود باشد، تقسیم‌بندی از پایانه به سوی سرچشمه با تقسیم تنهٔ اصلی رودخانه یا شاخه‌های آن انجام می‌شود.
- اگر حوضه شامل مجموعه‌ای از رودهای مستقل باشد، بر پایه تعداد و ویژگی‌های هیدرولوژیکی رودها هر یک یا چند رودخانه در یک حوضه قرار داده می‌شوند.

در تقسیم‌بندی کنونی، مشخصات حوضه‌های آبریز اصلی به صورت جدول زیر است:
| کد    | نام حوضه               | مساحت (km2) | تعداد زیرحوضه‌ها |
| ----- | ---------------------- | ----------- | --------------- |
| ۱     | دریای مازندران         | ۱۷۵۰۶۰      | ۷               |
| ۲     | خلیج فارس و دریای عمان | ۴۲۴۰۲۹٫۶    | ۹               |
| ۳     | دریاچه ارومیه          | ۵۱۷۶۱٫۹     | ۱               |
| ۴     | فلات مرکزی             | ۸۲۴۶۱۱٫۴    | ۹               |
| ۵     | مرزی شرق               | ۱۰۳۱۸۳٫۲    | ۳               |
| ۶     | قره‌قوم                 | ۴۴۲۹۵٫۵     | ۱               |
| مجموع | مجموع                  | ۱۶۲۲۹۴۱٫۶   | ۳۰              |

## محدوده‌های مطالعاتی
هر حوضه آبریز فرعی (درجه ۲) به تعدادی محدودهٔ مطالعاتی تقسیم می‌شود. مرز محدوده‌ها با مرز حوضه‌های آبریز درجه‌های بالاتر منطبق است و هر محدوده شامل یک یا چند حوضهٔ آبریز درجه ۳ یا بالاتر می‌شود. برای نمونه محدودهٔ مطالعاتی چالدران شامل یک حوضهٔ آبریز و محدودهٔ مطالعاتی رامسر چالوس شامل ۲۴ حوضهٔ آبریز هستند. حوضهٔ آبریز کویر مرکزی با ۵۰ محدودهٔ مطالعاتی بیشترین و حوضه‌های آبریز تالش مرداب و گرگانرود و قره‌سو با ۲ محدودهٔ مطالعاتی کمترین تعداد محدوده‌های مطالعاتی را دارند.

## فهرست حوضه‌های آبریز ایران
- منبع میانگین بارش سالانه:[۹]

| حوضه آبریز دریای مازندران         |                                                  |    |          |    |      |  |
| ۱                                 | رودخانه ارس                                      | ۱۱ | ۳۹۷۷۸٫۸  | ۱۳ | ۲۸۵  |  |
| ۲                                 | رودخانه‌های تالش-مرداب انزلی                      | ۱۲ | ۷۰۳۶٫۳   | ۲  | ۱۰۰۲ |  |
| ۳                                 | سفیدرود                                          | ۱۳ | ۵۹۱۹۴٫۱  | ۱۱ | ۳۵۸  |  |
| ۴                                 | رودخانه‌های بین سفیدرود و هراز                    | ۱۴ | ۱۰۸۹۳٫۴  | ۳  | ۷۷۰  |  |
| ۵                                 | رودخانه هراز و رودخانه‌های بین هراز و قره‌سو       | ۱۵ | ۱۸۷۷۴٫۹  | ۴  | ۶۲۷  |  |
| ۶                                 | رودخانه‌های قره‌سو و گرگان                         | ۱۶ | ۱۲۹۸۶٫۹  | ۲  | ۴۳۱  |  |
| ۷                                 | رودخانه اترک                                     | ۱۷ | ۲۶۳۹۵٫۷  | ۸  | ۳۱۹  |  |
| حوضه آبریز خلیج فارس و دریای عمان |                                                  |    |          |    |      |  |
| ۸                                 | رودخانه‌های مرزی غرب                              | ۲۱ | ۳۹۲۹۷٫۸  | ۲۴ | ۴۷۶  |  |
| ۹                                 | رودخانه کرخه                                     | ۲۲ | ۵۱۹۱۲٫۳  | ۳۵ | ۴۲۳  |  |
| ۱۰                                | رودخانه کارون بزرگ                               | ۲۳ | ۶۶۶۷۵٫۹  | ۴۲ | ۶۴۶  |  |
| ۱۱                                | رودخانه‌های هندیجان-جراحی                         | ۲۴ | ۴۰۸۲۰٫۸  | ۲۴ | ۴۱۶  |  |
| ۱۲                                | رودخانه حله و مسیل‌های کوچک دو طرف آن             | ۲۵ | ۲۱۳۰۹٫۱  | ۱۳ | ۲۹۸  |  |
| ۱۳                                | رودخانه مند و حوضه‌های بسته هرم، کاریان و خنج     | ۲۶ | ۴۷۸۰۲    | ۴۸ | ۳۴۹  |  |
| ۱۴                                | رودخانه‌های کل و مهران و مسیل‌های جنوبی و جزایر    | ۲۷ | ۶۲۸۹۵٫۸  | ۴۲ | ۲۲۵  |  |
| ۱۵                                | رودخانه‌های بین بندرعباس و سدیج                   | ۲۸ | ۴۴۷۹۲٫۲  | ۲۲ | ۲۲۲  |  |
| ۱۶                                | رودخانه‌های بلوچستان جنوبی بین سدیج و مرز پاکستان | ۲۹ | ۴۸۵۲۳٫۷  | ۱۵ | ۱۰۶  |  |
| حوضه آبریز دریاچه ارومیه          |                                                  |    |          |    |      |  |
| ۱۷                                | دریاچه ارومیه                                    | ۳۰ | ۵۱۷۶۱٫۹  | ۲۵ | ۳۳۷  |  |
| حوضه آبریز فلات مرکزی             |                                                  |    |          |    |      |  |
| ۱۸                                | دریاچه نمک                                       | ۴۱ | ۹۲۸۸۴٫۲  | ۳۶ | ۲۶۵  |  |
| ۱۹                                | گاوخونی                                          | ۴۲ | ۴۱۵۵۲٫۳  | ۲۱ | ۲۶۳  |  |
| ۲۰                                | دریاچه‌های طشک–بختگان و مهارلو                    | ۴۳ | ۳۱۴۵۱٫۹  | ۲۷ | ۴۰۰  |  |
| ۲۱                                | کویر ابرقو–سیرجان                                | ۴۴ | ۵۷۱۲۵٫۳  | ۱۹ | ۲۳۱  |  |
| ۲۲                                | هامون جازموریان                                  | ۴۵ | ۶۹۳۷۴٫۸  | ۲۱ | ۱۳۹  |  |
| ۲۳                                | کویر لوت                                         | ۴۶ | ۲۰۶۳۵۴   | ۳۶ | ۹۷   |  |
| ۲۴                                | کویر مرکزی                                       | ۴۷ | ۲۲۶۵۳۳٫۱ | ۵۰ | ۱۴۵  |  |
| ۲۵                                | کویرهای سیاه‌کوه، ریگ زرین و دق سرخ               | ۴۸ | ۴۸۵۹۹٫۱  | ۱۱ | ۸۳   |  |
| ۲۶                                | کویرهای درانجیر و ساغند                          | ۴۹ | ۵۰۷۳۶٫۵  | ۱۲ | ۹۷   |  |
| حوضه آبریز مرزی شرق               |                                                  |    |          |    |      |  |
| ۲۷                                | دق پترگان–نمکزار خواف                            | ۵۱ | ۳۳۰۸۶    | ۱۱ | ۱۴۷  |  |
| ۲۸                                | هامون هیرمند                                     | ۵۲ | ۳۳۵۸۹٫۶  | ۱۰ | ۸۰   |  |
| ۲۹                                | هامون ماشکل                                      | ۵۳ | ۳۶۵۰۷٫۶  | ۹  | ۸۷   |  |
| حوضه آبریز قره‌قوم                 |                                                  |    |          |    |      |  |
| ۳۰                                | قره‌قوم                                           | ۶۰ | ۴۴۲۹۵٫۵  | ۱۳ | ۲۱۶  |  |